# Ylä-Valkeainen
Ylä-Valkeainen eller Pieni Valkiainen är en sjö i Finland. Den ligger i kommunen Suomussalmi i landskapet Kajanaland, i den centrala delen av landet, 500 km norr om huvudstaden Helsingfors. Ylä-Valkeainen ligger 205,2 meter över havet. Den är 17 meter djup. Arean är 74,6 hektar och strandlinjen är 4,12 kilometer lång. Sjön  ingår i Uleälvens huvudavrinningsområde. 